# Vissarion Belinskij
Vissarion Grigorjevitj  Belinskij (ryska: Виссарион Григорьевич Белинский), född 30 maj 1811 i Sveaborg, Storfurstendömet Finland, död 26 maj 1848 var en rysk litteraturkritiker, essäskrivare och individualistisk social tänkare. 
Belinskij föddes i Sveaborg som låg i det ryska storfurstendömet Finland. Han var son till en fattig läkare i ryska flottan men fick ett stipendium så att han kunde studera vid Moskvas universitet. Härifrån relegerades han dock snart då han skrivit en pjäs som alltför påtagligt visade på livegenskapens ondska. Men en av hans lärare var så imponerad av honom att han fick skriva recensioner och artiklar i tidskriften Teleskop. 

## Situationen i Ryssland
Just den här tidningen skulle 1836 publicera en artikel som ställde en del obekväma frågor om det ryska samhället. Det var Pjotr Tjaadajev, en intellektuell som deltagit i 1812 års krig mot Napoleon I och Frankrike, som påpekade missförhållandena i kejsardömet Ryssland. Ryssland balanserade mellan de asiatiska och europeiska civilisationerna och hade enligt Tjaadajev inte lånat något fruktbart från någon av sidorna.
Vi är ensamma om att inte ha bidragit med en enda idé till världens samlade förråd av idéer. Vi har inte bidragit på något sätt till den mänskliga intellektets utveckling, och allt som nått oss av denna utveckling har vi förstört.
Detta var hårda och chockerande ord för många patrioter, och framför allt för regimen och tsar Nikolaj I som försökte få Tjaadajev idiotförklarad. Men en öm tå hade trampats på. Ryssland hade från 1700-talet utvecklats och via Peter den stores reformer hade man infört institutioner och kultur efter europeisk art. Men landet var en autokrati där tsaren ännu kunde styra helt ensam, livegenskapen som i Europa avskaffats på medeltiden fanns alltjämt kvar fram till 1861. Befolkningen var trots vissa reformförsök vid mitten av 1800-talet i stort sett helt analfabetisk och den ortodoxa religion, som kyrkan förespråkade, utövades bland bönderna sporadiskt och med stora inslag av vidskepelse och skrock. Att Nikolaj genast lät stänga Teleskop visar hur kraftig censuren var. 
Vad Belinskij nu funderade över var hur ryssarna skulle kunna hitta sig själva, vad som under 1800-talet skedde var en stor rysk nationell identitetskris. Landet var ett imperium, uppbyggt med mängder av olika folkstammar. Dessutom var alltså klyftan mellan folkets sätt att leva, prata (ofta också rent språkligt) och tro oerhört stor och fundamentalt skild från den ryska eliten dvs adeln. Den senare hade anammat den europeiska stilen, men den europeiska adeln var ändå närmare sina motsvariga folk eftersom de inte frångått en ursprunglig kultur för en annan. Men det fanns också de i adeln som dels var stornationella chauvinister, delade folkets motvilja till förtyskningen av den nya byråkratin, andra ansåg att väst var en förebild (slavofilerna och västvännerna) och många av dessa var även liberala och önskade en konstitutionell monarki med demokrati. Föregångare till ryska politiska tänkare som slavofilerna och västvännerna var en samling unga adelsmän som kom att kallas för dekabristerna, de hade haft förhoppningar om liberala reformer under Alexander I. 
De hade dock till sin besvikelse fått bevittna hur den tidigare så liberale Alexander blev alltmer konservativ, de irriterades över hur han såg till att både Polen och Finland fick del av politiska reformer när inte Ryssland fick det. Några av dem hade umgåtts med tanken på att mörda tsaren, men mestadels handlade det om storsvulstiga tal och idéer som diskuterades inom gruppen, när Alexander hastigt avled uppstod förvirring och tafattheten var påtaglig. Inte ens då det uppstod ytterligare frågetecken om vem som skulle bli ny tsar, eftersom arvtagaren Konstantin avsade sig detta, tog de tillfället att göra något i tid. Då de väl försökte var det för sent, och Nikolaj I som fått tillräckligt stöd av gardestrupperna slog blodigt ned revolten som kom att kallas dekabristupproret. Efter att kanonerna spelat låg 80 döda människor på torget och flera hundra hade i panik skingrats, de ledande jagades upp och hamnade i galgen.

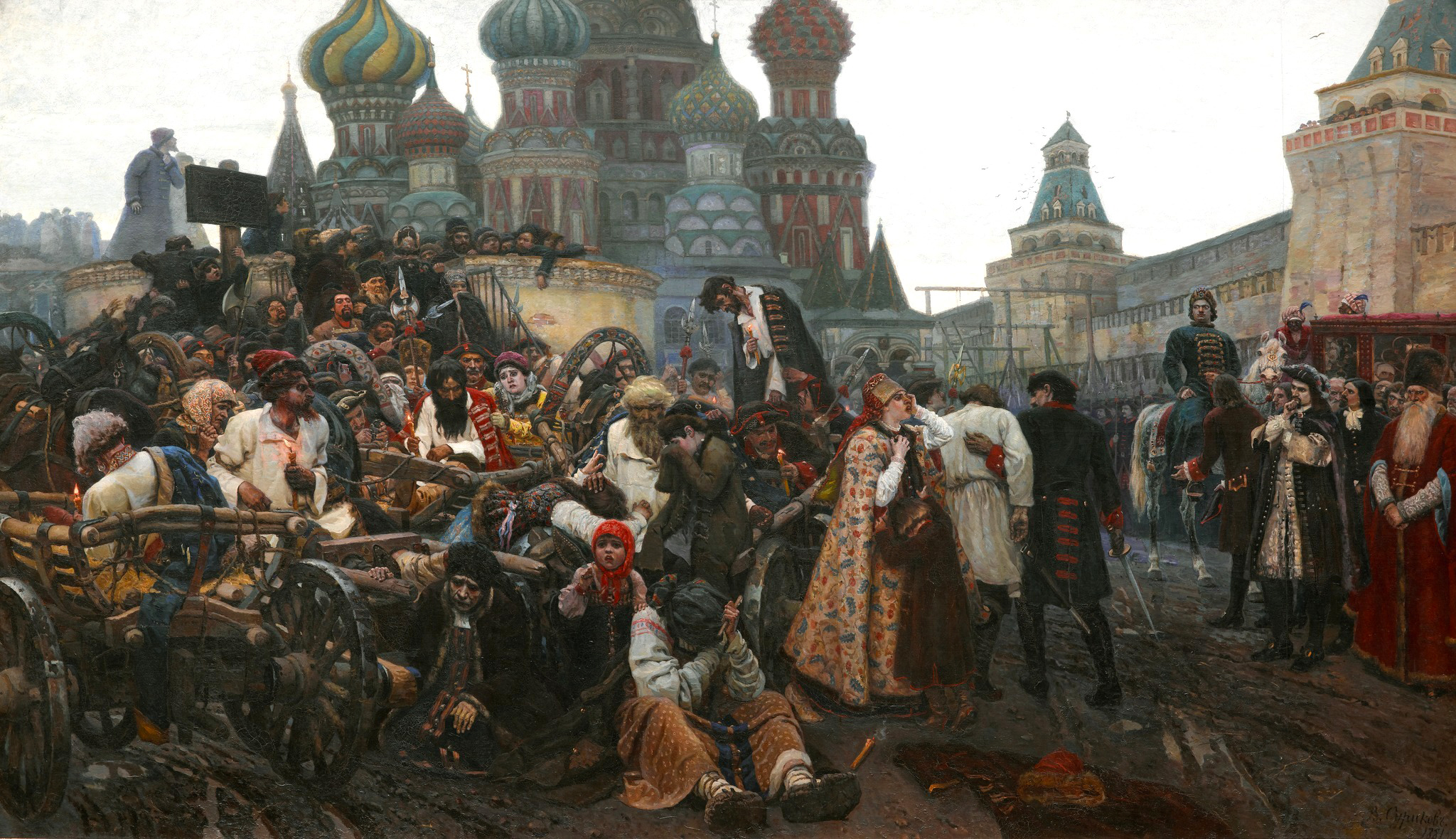
Surikovs målning föreställande Peter den store (på häst till höger) då streltserupproret 1698 i Moskva placerar Sofia Aleksejevna på makten.

 slås ned i slutet på 1600-talet. Den ryska autokratiska staten som Peter själv reformerade åt västerländskt håll, reformerades egentligen aldrig vad gällde tsarens totala maktställning, varje seriöst försök slogs ned, om så behövdes med våld. Först med den samling begåvade författare som uppkom på 1800-talet kunde den allvarligt utmanas, detta var dock inte heller riskfritt.

## Intelligentian och dess uppgift
Belinskij var inte med bland dekabristerna, men han var medlem i en ny del av det ryska samhället som uppstått och ur vilka dekabrister, slavofiler och västvänner också kom ifrån, nämligen en uppgående intelligentia. Dvs en grupp av människor som studerat vid universitet och som har åsikter om samhället. Vanligen anställdes man hos staten, men då var man också beroende av denna. Många intelligenter träffades i små diskussionscirklar och Belinskij var urtypen för en sådan medlem, han kunde intensivt och länge diskutera en idé som gripit honom. De intelligenta utgjorde på sätt och vis en form av samhällskritiker, kom att skriva ironiska, målande och träffande skildringar av det ryska samhället. 
Belinskij menade att nu när en intelligentia uppstått, skulle denna förena det ryska folket och eliten på det sätt som inte stat och kyrka lyckades med. I litteraturen skulle man skildra det sant ryska. Belinskij, precis som en del andra av de intelligenta som själva var en del av eliten, ville ikläda sig rollen som folkets räddare mot den förtryckande staten och eliten, trots att de intelligenta inte kunde låta bli att också se ned på bönderna. Men Belinskij kom, också som en del andra, att under en kort tid anamma tanken att det inte gick att förändra samhället på annat sätt än uppifrån och genom staten, alltså tsaren. I ett brev till en vän skrev han "Ryssland kommer inte att utveckla frihet och medborgerliga fri och strukturer med hjälp av sina egna resurser; detta som så mycket annat, kommer att åstadkommas av tsarerna." Sedan ångrade han sig snart och föraktade sig själv för att han, som han sa, "önskat försona mig med en föraktlig verklighet". 

## En nations kulturs tre stadier
Belinskij hoppades alltså att litteraturen skulle laga den trasiga sociala och kulturella väven i Ryssland, och att den skulle skapa ett samhället som ännu inte fanns. 
Litteraturen skulle vara det medel med vilket anden skulle komma till uttryck i Ryssland, den form i vilken det ryska folket skulle ge sitt originella bidrag till världskulturen och världshistoriens utveckling,
Lyckades den med det skulle man ärligt kunna säga att inte Tjaadajevs påstående längre gällde. Men innan man var där ansåg Belinskij att en nations kultur måste passera tre stadier. Den första var "den naturliga direktheten" som han kallade det. Det är alltså folkets etniska traditioner och olika kulturella uttryck, detta har sitt berättigande och är livfullt men är vanligen ganska obegriplig för utlänningar som betraktar den utifrån. Fas två är "den abstrakta universalismen" och det är när författare lånar från utländska förebilder och tar till sig det bästa från världskulturen. De verk som produceras i denna fas är förstås viktiga, men kan lätt bli bleka och livlösa då de inte saknar den kraft som kommer från den folkliga kulturen. I den tredje fasen däremot, "den rationella medvetenheten" förenas intrycken utifrån och dessutom bidrar författarna med de egna etniska traditionerna, då uppstår den verkliga storhetsperioden. Belinskij trodde sig få uppleva den i Ryssland, och det fick han sannerligen. De ryska författarna under 1800-talets mitt är några av historiens mest kända. Och Belenskij ansåg att Aleksandr Pusjkin och dennes verk Jevgenij Onegin var det första storslagna verket i denna fas, han hyllade Pusjkin som "En stor nationalpoet". 

## Belinskij och de andra författarna
Den litteratur som uppkom genom författarna (intellektuella) bidrog mer till en grundläggande rysk nationell identitet som omfattade både folket och eliten mer än både kyrkan och statens samlade ansträngningar förmådde. Läskunnigheten ökade i slutet av 1800-talet och början av 1900-talet, men var ändå låg. Att folket skulle påverkas av litteraturen förutsatte att de kunde läsa den, därför var samhällskritiken en viktig del. Belinskij som själv hade krupit för Nikolaj I en tid, kunde inte dölja sin besvikelse då den efter Pusjkins död störste författaren Nikolaj Gogol efter några svidande satiriska verk gjorde en omsvängning och meddelade att folket borde anpassa sig till verkligheten och acceptera den rådande ordningen. Detta gick rakt emot vad denne skrivit om i tex Döda själar. Belinskij kallade honom argt för "predikare av knutpiskan" och "okunnighetens apostel". Belinskij fortsatte, 
Ryssland behöver inte predikningar (hon har haft nog av dem) Inte heller böner (hon kan dem utantill) vad hon behöver är att känslan av mänsklig värdighet vaknar till liv hos folket, i så många århundraden har den legat begravd i lera och dynga; Ryssland behöver lagar och rättigheter, men inte sådana som är förenliga med kyrkans doktriner, utan med rättvisa och sunt förnuft.
Belinskij skrev också i tidningen Sovremennik, vilken hade grundats av den man han välförtjänt hyllat som nationalpoet, Pusjkin. Andra kända författare under den här tiden var Lev Tolstoj, Fjodor Dostojevskij, den redan nämnde Nikolaj Gogol, Aleksandr Herzen och så Michail Bakunin (Bakunin var den förste som talade om en rysk revolution med stora följder för världen). Alla bidrog de med vad som skulle bli klassiska verk, de hade uppstått i det autokratiska Rysslands diskussioncirklar och de försökte skildra det särpräglade ryska i sin litteratur, och de försökte med den förändra det system de levde i. Vissarion Belinskij framstår i efterhand närmast profetisk i sina förutsägelser eftersom den tredje fasen inföll just då, Ryssland fick en litterär storhetstid och denna påverkade den ryska verkligheten. 
Enligt Belinskij skulle litteraturen sätta problem under debatt och utöva ett moraliskt inflytande på samhället,  just så som Dostoijevskij hade gjort i sitt debutverk Arma människor. Denna bok gjorde att debutanten geniförklarades av Belinskij. Desto hårdare var kritiken mot Dostoijevskijs andra bok Dubbelgångaren där Belinskij menade att Dostoijevskij återfallit i romantikens dyrkan av det avvikande och abnorma. Realismen var den enda giltiga metoden enligt Belinskij. (1)
Belinskij dog som många av de andra vid ung ålder.

## Utmärkelser
Asteroiden 3747 Belinskij är uppkallad efter honom.